# Mozgássegítő kisautó

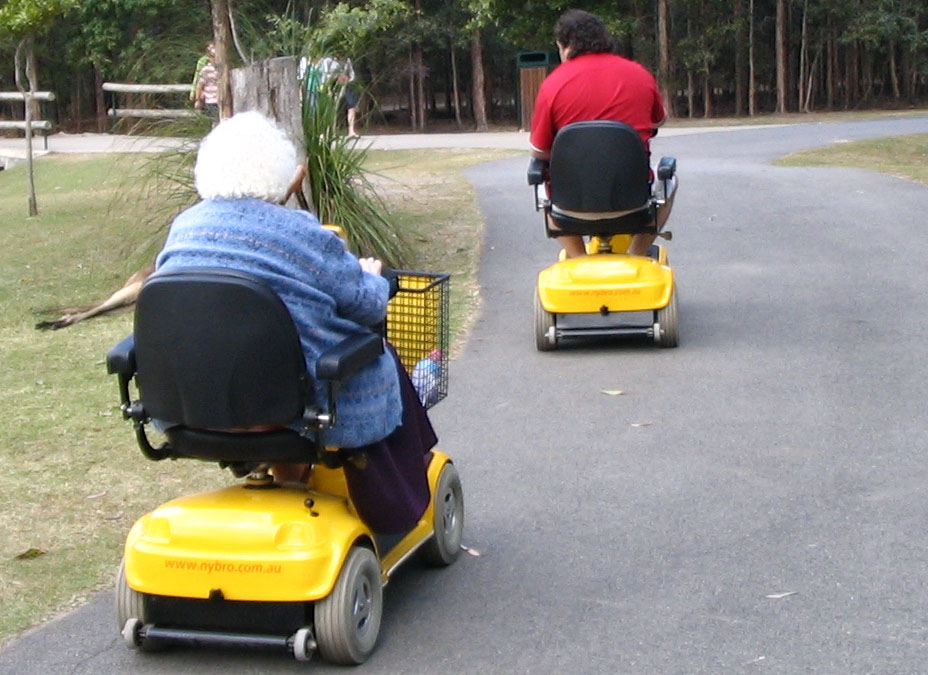
Két ilyen jármű egy állatkerti sétán

A mozgássegítő kisautó, más néven elektromoped a három- vagy négykerekű mopedek egy elektromos változata, amelyet nem csak mozgásukban korlátozottak, hanem szinte bárki használ, legyen az idős, vagy egyszerűen a kényelmet kedvelő személy, akár utcai közlekedésre is. A felhasználók lehetnek mozgáskorlátozottak, vagy nehezen járó, vagy csak szimplán idős emberek. Ezzel a járművel könnyedén és biztonságosan lehet otthonról kimozdulni, kapcsolatot tartani ismerősökkel, családtagokkal, napi ügyeket intézni, elmenni a hivatalba, bevásárolni (akár az üzlet sorai között is elfér).

## Felépítése
Két hátsó kerekük van, és legtöbbször ezeket a kerekeket hajtja meg a motor. Elöl egy vagy két kerék teszi lehetővé a kanyarodást. A kényelmes és időjárásálló ülés két felemelhető karfával van ellátva és beszálláshoz 90 fokban kifordítható. Általában akkumulátormeghajtásúak, itt csak ezekkel foglalkozunk. Természetesen léteznek üzemanyag meghajtásúak, de felhasználásuk nagyon korlátozott. A többnyire két akkumulátor szinte mindig az ülés alatt helyezkedik el. Az akkumulátor „ereje” határozza meg a megtehető út hosszát, a maximális sebességet és a lejtő magasságát, amelyen fel tud kapaszkodni. Általában az akkumulátortöltő külön áll, de terjedőben a beépített akkumulátortöltő, melynek előnye, hogy ha lemerül, akkor csak egy hálózatot kell keresnünk, és egy kis töltés után mehetünk tovább. A járművek „műszerfalán” állíthatjuk a sebességet, indexelhetünk, dudálhatunk, kapcsolhatjuk a világítást. Ezen a panelen helyezkedik el az akku töltöttségiszint-jelzője és a „slusszkulcs” helye is. Amerikában már digitális „műszerfallal” is kínálják. Irányítása típusfüggő: karokkal, fülekkel kormányozható, melyek minden esetben biztosítják az egykezes kezelést, azaz az előre- és hátramenet fél kézzel kapcsolható. A sebesség ezekkel a karokkal is szabályozható: a kar elengedésével az elektromos fékek automatikusan működésbe lépnek, és megáll a jármű. Amíg nem indulunk meg újra, a fékek zárva maradnak, így mopedünk nem gurul el. Éppen ezért ha mopedünk lemerülne, akkor a fékek kioldhatóak, és így a gép eltolható. Sötétben való közlekedéshez lámpával van felszerelve. Az átlag járművek maximum 140 kilós vezetőt bírnak el, de vannak nehézsúlyú változatok is, amelyek akár 280 kilóval is megbirkóznak. A kerekek lehetnek ugyanakkora méretűek vagy a hátsó kerekek nagyobbak. Több különböző típusú kerék létezik, kényelemnek vagy a használati viszonyoknak megfelelően akár felfújható, akár habbal töltött, illetve különböző színben.

## Története
Az első mozgássegítő kisautót Allan R. Thieme készítette 1968-ban Michiganben. Egy családtagján akart így segíteni, aki szklerózis multiplexben szenvedett. Az első járműnek az Amigo márkanevet adta, amely első kerék meghajtású volt és otthoni használatra készült.

## Előnyei
Azoknak az embereknek, akik mozgási, (otthonról való) kimozdulási problémával küzdenek, vonzó lehetőséget biztosít a mindennapokban való egyedüli boldogulásban. Akik félnek a különböző előítéletektől, vagy nincsenek rászorulva a kerekes székre (tudnak állni és legalább pár lépést megtenni), azok könnyedén használhatják, és főleg a hagyományos kerekes székekhez képest nem kell hozzá erőkifejtés. Egy áruházban is könnyedén elboldogul a sorok között.

## Korlátai
A legfőbb gondot a jármű szállítása okozza, ami ugyan megoldható, de egy átlagos kerekes székhez képest kicsit bonyolultabb. Ugyan a legtöbb modell valamilyen szinten szétszedhető és középméretű autóba már befér, de súlya miatt ahhoz egy jó kondícióban lévő segítő is kell, ráadásul az autó nagy részét is elfoglalja. Repülőn szállítani pedig még nehezebb. Vannak már súlyuk és összecsukhatóságuk folytán repülőgépre alkalmas modellek is, de ezek egyelőre nem elterjedtek. Egy átlagos tolókocsinál nagyobbak, így a kisebb helyeken nehezebb vele boldogulni (ennek ellenére megszokásukat követően könnyen lehet velük forgolódni), kisebb liftekbe nem fér be, lépcsőn gyakorlatilag csak szétszedve mozdítható, tehát majdhogynem lehetetlen vele boldogulni. A jelenleg hagyományosnak számító, magaspadlós közlekedési eszközökre (autóbusz, villamos...) esélytelen a felszállás, csak az alacsony padlós járművekre tudunk vele felszállni, ott viszont az jelenthet gondot, hogy a járda és a jármű közötti, kihajtható rámpa nem bírja el, vagy mérete miatt egyszerűen nem fér el a járműnek az eredetileg hagyományos tolókocsik méretére tervezett befogadóterében. A budapesti metrónak gyakorlatilag csak a 3-as és a 4-es vonalán használható, ezek ugyanis jórészt akadálymentesítettek, míg a 2-es vonalon csak 3 megálló akadálymentes, míg az 1-es vonalon ez egyáltalán nem megoldott. A járdáról járdára áthajtás (padkázás) ott, ahol nincs felhajtó építve, csak segítséggel, illetve leszállással lehetséges. Számos esetben a járdára parkoló autók is problémát okozhatnak (bár a szabályozás szerinti babakocsinál nem szélesebb a jármű). Nehéz vele közlekedni azokban az otthonokban, ahol kicsi a hely, illetve emeleti lakásokban, ahol a liftbe nem fér be, nem vihető fel, csak túlzott erőfeszítés árán (szétszedve).

## Műszaki adatai
Akkumulátor: általában 2 db 15-100 AH közötti munkaakkumulátor „deep cycle”, alapvetően: 
- Zselés vagy ólom savas cellás vagy zárt ólom savas akkumulátorok. Töltési idejük: 6-12 óra
- Sebessége maximum: 6–25 km/h, jellemzően 8–12 km/h
- Kapaszkodóképessége: 10-15%
- Hatótávolsága: 25–50 km

Számos kiegészítő is kapható, vagy akár készíthető is a járműhöz. Ilyenek például: első, hátsó, oldalsó kosarak; biztonsági öv; bottartó; nap elleni tető; időjárás elleni tető; autótartó; autórámpa.
Több változatban fordul elő. A legtöbb gyártó az USA-ban és Kínában található, de nagyon népszerűek ezek a járművek Ausztráliában, Angliában, Hollandiában, a nyugati országokban. A gyártó országokban többféle típusa létezik: nemcsak szétszedhető, hanem összehajtható is; cserélhető orr-részű (egy- és kétkerekű); beépített akkumulátortöltős; kétszemélyes; ezenkívül különböző „tuningelemekből” is lehet választani.

## Vásárláskor figyeljük
Új moped vásárlása esetén mindig figyeljük a tartozékok listáját: sok üzletben, webboltban még az akkumulátor is külön tartozékként fizetendő, de a töltő az eredeti árban foglaltatik.

## Külső hivatkozások
- Mopedklub
- Elektromoped.hu
- Mozgalmas időskor.hu